# امیلی آسمنت
امیلی جردن آسمنت (به انگلیسی: Emily Jordan Osment) (زادهٔ ۱۰ مارس ۱۹۹۲)، بازیگر، خواننده و ترانه‌سرای آمریکایی است.

## زندگی هنری
امیلی از همان دوران کودکی در بسیاری از فیلمها بازیگری کرده و پس از حضور در برنامه‌های تلویزیونی به شهرت رسید و سپس به کانال دیزنی قرارداد بست.
از کارهای شاخص او بازی در مجموعه هانا مونتانا قابل اشاره است.
او همچنین در فیلم‌های ادوارد فادواپر دروغ مصلحت‌آمیزی بزرگی گفت، بچه‌های جاسوس ۲، زندگی مخفی دختران و بچه‌های جاسوس ۳ بازی کرده است.